# Lagosta-do-cabo
A lagosta do Cabo (Homarinus capensis) é uma espécie de lagosta pequena que vive na costa da África do Sul, da  Ilha Dassen até  Haga Haga. São conhecidas apenas algumas dezenas de espécimes, a maioria regurgitada por peixes que vivem nos recifes. Ela vive em recifes rochosos e acredita-se que põe ovos grandes que têm uma fase larval curta ou que eclodem diretamente como filhotes. A espécie atinge um comprimento total de 10 cm e se assemelha a uma pequena Homarus gammarus ou Homarus americanus. Anteriormente, era incluída no mesmo gênero, Homarus, embora não tenha parentesco muito próximo com essas espécies, e agora é considerada um gênero separado e monotípico - Homarinus. Seus parentes mais próximos são os gêneros Thymops [en] e  Thymopides.

## Distribuição e ecologia
A lagosta do Cabo é endêmica da África do Sul. Ocorre desde a Ilha Dassen, no Cabo Ocidental, a oeste, até Haga Haga, no Cabo Oriental, a leste, uma distância de 900 quilômetros. A maioria dos espécimes conhecidos foi regurgitada por peixes capturados em recifes a profundidades de 20-40 metros. Isso sugere que a lagosta do Cabo habita substratos rochosos e pode explicar sua aparente raridade, já que essas áreas não são passíveis de dragagem ou pesca de arrasto, e a espécie pode ser pequena demais para ser retida por armadilhas para lagostas.

## Descrição
A espécie Homarinus capensis é consideravelmente menor do que as grandes lagostas do norte do Oceano Atlântico, Homarus gammarus e Homarus americanus, com 8 a 10 centímetros de comprimento total, ou 4 a 5 cm de comprimento da carapaça. Os relatos sobre a coloração da H. capensis são muito variáveis, desde marrom, vermelho ou amarelo até “um tom de oliva bastante escuro”, semelhante à Homarus gammarus.
Homarinus e Homarus são considerados os gêneros mais plesiomórficos da família Nephropidae. No entanto, a lagosta do Cabo difere do gênero Homarus em vários caracteres. O rostro da lagosta do Cabo é achatado, enquanto o do Homarus tem seção arredondada e curva-se para cima na ponta. Os três pares de garras são cobertos de pelos no Homarinus, enquanto os do Homarus não têm pelos. O télson afunila ao longo de seu comprimento no Homarus, mas tem lados quase paralelos no Homarinus. Embora nenhuma fêmea portadora de ovos tenha sido coletada, os gonóporos (aberturas dos ovidutos) das lagostas do Cabo fêmeas são muito maiores do que os do Homarus gammarus e do Homarus americanus. Acredita-se que isso indique que o Homarinus produz menos ovos e maiores do que o Homarus, e que as larvas se desenvolvem rapidamente em filhotes após a eclosão, ou que os ovos eclodem diretamente em filhotes.

## Taxonomia e evolução
As lagostas do Cabo são esquivas e raras, com apenas quatorze espécimes coletados entre 1792 (a data de sua primeira descrição) e 1992. Isso inclui cinco machos nas coleções do Museu Sul-Africano Iziko [en] (Cidade do Cabo), dois no Museu de História Natural de Londres (Londres), um em cada um dos museus de East London, Rijksmuseum van Natuurlijke Historie [en] (Leida) e Museu Albany (Grahamstown), e um macho e uma fêmea no Museu Nacional de História Natural (Paris). Em 1992, uma lagosta do Cabo foi descoberta na Ilha Dassen, e a publicidade gerada pela descoberta resultou em mais de 20 espécimes adicionais sendo relatados.
A lagosta do Cabo foi descrita pela primeira vez por Johann Friedrich Wilhelm Herbst em 1792 como Cancer (Astacus) capensis[9] e foi descrita independentemente em 1793 por Johan Christian Fabricius como Astacus flavus, possivelmente com base no mesmo tipo nomenclatural. Quando Friedrich Weber [en] criou o gênero Homarus em 1795, ele incluiu a espécie de Fabricius nele, mas essa colocação não foi seguida por autores posteriores. A espécie alcançou sua classificação atual em 1995, quando o gênero monotípico Homarinus foi criado por Irv Kornfield, Austin B. Williams [en] e Robert S. Steneck.
Embora as análises da morfologia sugiram uma relação próxima entre Homarinus e Homarus, as análises moleculares usando o DNA mitocondrial revelam que eles não são grupos irmãos. Ambos os gêneros não têm ornamentação, como espinhos e carenas, mas acredita-se que tenham alcançado esse estado independentemente por meio de evolução convergente. O parente vivo mais próximo de Homarus é Nephrops norvegicus, enquanto os parentes mais próximos de Homarinus são Thymops [en] e  Thymopides.